# Први либеријски грађански рат
Први либеријски грађански рат је био унутрашњи сукоб у Либерији, који је трајао од 1989. до 1996. године. У рату је страдало око 250.000 људи. Мир није дуго потрајао, те је већ 1999. године избио Други либеријски грађански рат. Први либеријски грађански рат сматра се једним од најкрвавијих ратова у модерној историји Африке.

## Позадина
Семјуел Доу је 1980. био вођа пуча којим је влада изабрана на изборима била срушена с власти. Нови избори су одржани 1985, али су увелико били сматрани преваром.

## Рат
Децембра 1989, бивши члан Доуове владе, Чарлс Тејлор, пребацио се са својим герилцима из Обале Слоноваче у Либерију и подигао оружану борбу против Доуове владе. Борбу против Доуа одвојено су водиле герилске организације Тејлора и Принса Џонсона. Џонсонове снаге су 1990. заузеле главни град Монровију и убиле Доуа, након чега су Тејлорови борци напали Џонсонове у борби за контролу над Монровијом.
Мировни преговори и учешће међународне заједнице довели су до прекида ватре 1995. и мировног споразума наредне године. Нови избори су одржани 1997, а на њима је за председника био изабран Чарлс Тејлор.